# Desa Karangkemiri (administrativ by i Indonesien, Jawa Tengah, lat -7,35, long 109,06)
Desa Karangkemiri är en administrativ by i Indonesien.   Den ligger i provinsen Jawa Tengah, i den västra delen av landet, 270 km sydost om huvudstaden Jakarta.